# Acide iotroxique
L'acide iotroxique, distribué en pharmacie sous la forme d'iotroxate de méglumine, est un produit de contraste utilisé en radiologie de la vésicule biliaire et des voies biliaires. L'iotroxate de méglumine est soluble dans l'eau et est administré par voie intraveineuse avant l'examen.